# Сайядманеш, Аллахьяр
Аллахья́р Сайядмане́ш (перс. اللهیار صیادمنش‎; родился 29 июня 2001, Амоль, Иран) — иранский футболист, нападающий клуба «Вестерло» и сборной Ирана.

## Клубная карьера
Начал футбольную карьеру, выступая за юношеские команды «Араш Амол» и «Падидех Сари». В сезоне 2017/18 выступал за молодёжный состав «Сайпа». В июне 2018 года стал игроком клуба «Эстегляль». 27 июля 2018 года дебютировал в основном составе «Эстегляля» в матче Про-лиги Персидского залива против «Пайкана».
В июле 2019 года турецкий клуб «Фенербахче» согласовал с «Эстеглялем» трансфер Сайядманеша, который составил 850 000 долларов США. Иранский нападающий подписал с «Фенербахче» пятилетний контракт. 2 сентября 2019 года он отправился в аренду в «Истанбулспор», выступающий в Первой лиге Турции, втором по значимости дивизионе чемпионата страны, сроком до конца сезона 2019/20. 5 октября 2019 года дебютировал за «Истанбулспор» в матче против «Кечиоренгюджю».
6 октября 2020 года перешел на правах аренды в луганскую «Зарю». Был признан лучшим игроком УПЛ за февраль месяц 2021 года.
Зимой 2022 года перешёл на правах аренды в английский клуб «Халл Сити».

## Карьера в сборной
В 2016 и 2017 году выступал за сборную Ирана до 17 лет, сыграв на чемпионате мира (до 17 лет) в Индии. Аллахьяр забил на турнире три мяча (в матчах против Гвинеи, Германии и Мексики), а иранцы дошли до четвертьфинала, проиграв испанцам.
6 июня 2019 года Сайядманеш дебютировал в составе национальной сборной Ирана в товарищеском матче против Сирии. Он вышел на замену Кариму Ансарифарду на 80-й минуте игры, а на 89-й минуте забил гол. Иран одержал в том матче победу со счётом 5:0, а Аллахьяр стал самым молодым автором гола в истории главной сборной Ирана.

## Достижения

### Командные
«Заря»
- Бронзовый призёр чемпионата Украины: 2020/21
- Финалист Кубка Украины: 2020/21

### Личные
- Лучший футболист месяца чемпионата Украины: февраль 2021[9]
- Лучший молодой игрок Ирана: 2019
- Игрок месяца в «Халл Сити»: апрель 2022[13]
- Автор лучшего гола месяца в «Халл Сити»: апрель 2022